# Yelko Gómez
Pour les articles homonymes, voir Gómez.
Gómez  Valdés est un nom espagnol. Le premier nom de famille, en général paternel, est Gómez ; le second, en général maternel, souvent omis, est Valdés.
Yelko Marino Gómez Valdés (né le 9 mars 1989 à David dans la province de Chiriquí) est un coureur cycliste panaméen.

## Palmarès
- 2006
  - 3e du Tour du Panama
- 2007
  - Tour du Panama :
    - Classement général
    - 1re (contre-la-montre), 2e et 6e étapes
- 2008
  - Tour du Panama :
    - Classement général
    - 2e et 4e étapes

  - Vuelta a San Carlos
  - 2e du championnat du Panama sur route espoirs
  - 2e de la Clásica Fundación de Aguadulce
- 2009
  - Dorletako Ama Saria
  - 4e étape de la Vuelta a Chiriquí (contre-la-montre par équipes)
  - 2e du Pentekostes Saria
  - 2e du Tour du Panama
- 2010
  - Laudio Saria
  - Gran Premio San Bartolomé
  - Premio San Pedro
  - 2e de la Subida a Altzo
  - 3e du Mémorial Juan Manuel Santisteban
  - 3e du Tour du Portugal de l'Avenir
- 2011
  - 2e étape du Tour de la Bidassoa
  - Premio San Pedro
  - Mémorial Avelino Camacho
  - Subida a Altzo
  - 2e du Mémorial José Ciordia
  - 2e du Circuito de Pascuas
  - 2e du Tour de Navarre
- 2012
  - 3e étape du Tour de Castille-et-León
- 2014
  -  Champion du Panama du contre-la-montre
  - Tanara-Chepo :
    - Classement général
    - 1re étape (contre-la-montre)

  - Tour du Panama :
    - Classement général
    - 3e étape

  - 4e étape de la Vuelta a Chiriquí
- 2015
  -  Champion du Panama du contre-la-montre
- 2016
  - Reto a Los Altos de Santa María
  - 3e de la Clásica Ciudad de Saber
  - 3e du Tour du Panama
- 2017
  - 4e étape du Tour du Panama (contre-la-montre)
  - 8e étape de la Vuelta a Chiriquí
- 2018
  - 4e (contre-la-montre) et 6e étapes du Tour du Panama
  - 5e, 8e (contre-la-montre) et 9e étapes de la Vuelta a Chiriquí
  - 2e du championnat du Panama du contre-la-montre
  - 2e du Tour du Panama
  - 3e du Reto a Los Altos de Santa María
- 2021
  -  Médaillé de bronze du championnat d'Amérique Centrale sur route

## Classements mondiaux
| Année            | 2011   | 2012 | 2013 | 2014 | 2015 | 2016 | 2017 |
| ---------------- | ------ | ---- | ---- | ---- | ---- | ---- | ---- |
| UCI America Tour |        |      |      | 193e |      |      | 380e |
| UCI Europe Tour  | 1 277e | 656e |      |      |      |      |      |